# Achrysocharoides bisulcus
Achrysocharoides bisulcus är en stekelart som beskrevs av Yoshimoto 1977. Achrysocharoides bisulcus ingår i släktet Achrysocharoides och familjen finglanssteklar. Inga underarter finns listade i Catalogue of Life.